# Coupable (album d'Éric Lapointe)
Pour les articles homonymes, voir Coupable.
Albums de Éric Lapointe
À l'ombre de l'ange Ma Peau
Coupable est un album d'Éric Lapointe sorti en 2004.

## Titres
| No  | Titre                          | Durée |
| --- | ------------------------------ | ----- |
| 1.  | Coupable                       |       |
| 2.  | Reste là                       |       |
| 3.  | Crime                          |       |
| 4.  | Sans cœur                      |       |
| 5.  | Si je savais parler aux femmes |       |
| 6.  | La Bartendresse                |       |
| 7.  | Attends                        |       |
| 8.  | Entr'deux joints               |       |
| 9.  | Fais un bum de toé             |       |
| 10. | Le Bonheur Me Tue              |       |
| 11. | Tant qu'à écrire               |       |